# Wie es ist
Wie es ist ist ein Prosawerk des irischen Schriftstellers Samuel Beckett (1906–1989). Es wurde 1961 in französischer Sprache unter dem Titel Comment c’est publiziert und von Elmar Tophoven in enger Zusammenarbeit mit dem Autor im gleichen Jahr ins Deutsche übersetzt. Die Gattungszuordnung ist umstritten; gemeinhin gilt das Werk als Becketts letzter Roman. Der namenlose Erzähler bewegt sich bei völliger Dunkelheit durch eine als „Dreck“ bezeichnete Umwelt. In traumartigen Erinnerungen gibt der Erzähler die Äußerungen einer fremden Stimme wieder, die vom früheren Leben des Erzählers und einer einschneidenden Begegnung mit Pim handeln. Der Text besteht aus einem strophenartig strukturierten Monolog, der in drei Teile gegliedert ist: "vor Pim", "mit Pim" und "nach Pim". Aufgrund seiner sprachlichen, formalen und inhaltlichen Gestaltung gilt das Werk als deutungsreich und schwer zugänglich. Wie schon in früheren Werken verhandelt Beckett in dem abstrakten, selbstbezüglichen Text Fragen nach der Deutbarkeit menschlicher Existenz und der Rolle von Leiden, Grausamkeit und Einsamkeit. Der Titel lässt sich als Versuch einer Antwort auf die Frage deuten, wie es ist zu leben.

## Entstehungsgeschichte und Einordnung in das Gesamtwerk
Becketts Schreiben war geprägt von seiner philosophischen Lektüre, darunter insbesondere Fritz Mauthners, Arthur Schopenhauers und Immanuel Kants. Ausgehend von Kants Versuch einer Bestimmung der Grenzen menschlicher Erkenntnis hatte Schopenhauer den „Willen zum Leben“, als den "Kern der Realität" ausgemacht. Gegenüber der „Welt als Vorstellung“ ist es die „Welt als Wille“, die Schopenhauer an die Stelle von Kants Ding an sich setzt. Im Menschen findet der schon in der Natur wirkende, dort noch blinde Wille zur Erkenntnis seiner selbst: indem der Wille sich aufhebt, wird er zugleich erlöst. Dieses Motiv von der Welt als Wille und die Frage nach der prinzipiellen Darstellbarkeit der Welt durch die Sprache beschäftigten Beckett über sein gesamtes Werk hinweg und fließen so in „Wie es ist“ ein.
Der Text lässt sich insofern als die logische Fortsetzung seiner früheren Romane verstehen. So heißt es bei Hartel/Veit: „1958 begann Beckett einen Text mit dem Titel Pim zu schreiben. Seinem Freund Con Leventhal gegenüber erwähnte er, dass er dabei sei, sich ‚mühselig weiterzumühen dort, wo der Namenlose mich abgehängt hat, das heißt Fortsetzung mit so gut wie nichts.‘ (zit. n. Knowlson 2001, S. 579). Aus diesem Text entstand bis 1961 Becketts letzter Roman Wie es ist (Comment c’est).“ Der Fortsetzungscharakter wird beispielhaft deutlich an der Konzeption der Protagonisten: als Resultat eines zunehmenden Abstraktionsprozesses stellt der Protagonist jedes Werks die Weiterentwicklung seiner Vorgänger dar. Im vorausgegangenen Werk trat der Protagonist noch als „der Namenlose“ auf. In „Wie es ist“ trägt der Protagonist überhaupt keinen Namen mehr. Er bleibt (auch sich selbst) weitgehend gesichtslos. Während die Namen für die Dinge (Sack, Büchse, Büchsenöffner) zu Chiffren seelischen Erlebens werden, werden die Namen für Menschen (Pim, Bom, Krim, Kram) einsilbig und dem Eindruck nach austauschbar und bedeutungslos. Nur an einer Stelle gestattet sich Beckett einen seiner beliebten autoreferentiellen Bezüge auf frühere Werke in der Nennung Belaquas aus der frühen Erzählung Dante und der Hummer.

## Überlegungen zu Gattung, Sprache und Form
Während Hartel und Veit das Werk der Gattung Roman zuordnen, dementiert Birkenhauer, dass man bei „Wie es ist“ überhaupt von einem Roman sprechen könne: „Wenn man das Prosawerk ‚Wie es ist‘ als Roman zu begreifen versucht – und unter diesem Gesichtspunkt erscheint es immer wieder fälschlich eingeordnet –, kommt man gewiß nicht auf seine Kosten: nicht einmal in der Sprache, geschweige denn im inhaltlichen Aufbau hat es mit einem Roman noch etwas gemein. Man muß sich schon die nicht sehr große Mühe machen, es als ein Gespinst aus Worten, als Poesie zu verstehen, das heißt, in erster Linie auf den ‚Tonfall‘ dieser Redeweise zu achten und den rhythmischen Wechsel der wenigen, aber dafür auch umso klareren Vorstellungsbilder genau zu verfolgen.“
So lassen sich in dem rudimentären dramaturigschen Erzählbogen und der in Strophen geordneten, rhythmisierten Prosa Elemente aller drei Erzählformen (Epik, Lyrik, Drama) finden:
in mir die draußen waren wenn es aufhört zu keuchen
Fetzen einer alten Stimme in mir nicht meine
(„Wie es ist“, S. 7)
Im Rahmen einer sprachlichen und formalen Reduktion auf das Wesentliche fallen in Becketts Spätwerk innerer Monolog, höchste lyrische Ergriffenheit und die Rudimente der Erzählfunktion nahezu deckungsgleich in eins.
Zunächst gibt es drei durch römische Ziffern deutlich voneinander abgehobene Teile: Ihnen entspricht inhaltlich die Schilderung des Lebens „vor Pim mit Pim nach Pim“ („Wie es ist“ S. 7). Kapitelüberschriften fehlen. Die einzelnen Teile sind hinsichtlich ihrer formalen Binnengliederung nur lose, durch optisch voneinander abgehobene Abschnitte weiter untergliedert. Das weitgehende Fehlen einer regulären Syntax sowie der vollständige Verzicht auf jede Interpunktion unterstützen dabei die Intention, eine weitgehende Formlosigkeit als lose Kette fragmentarischer Miniaturepisoden zu realisieren. Inhaltlich wird ein äußerst begrenztes Reservoir an leitmotivisch verwendeten Bildern in immer neuen Zusammensetzungen kaleidoskopartig ausgebreitet, formal findet dies seine Entsprechung in einer refrainhaften Wiederholung einzelner Sequenzen und Formpartikel, bspw. der häufigen Formulierung „da ist etwas, das nicht stimmt“. Zugleich ist der asketische Stil weitgehend auf einen lapidaren Tonfall gestimmt.

## Inhaltliche Gesichtspunkte
Eine äußere Handlung (etwa im Sinne eines Plots) ist nicht existent. Der formalen Gliederung in drei Teile korrespondiert inhaltlich die Zeit vor Pim, mit Pim und nach Pim.
- Der erste Teil ist die Vorbetrachtung zur Begegnung mit Pim: Es geht weitgehend um die Selbstvergewisserung des erzählenden Subjekts (sofern von einem solchen die Rede sein kann): über seine eigene Befindlichkeit und seinen Zusammenhang mit der Welt. Die Welt erscheint ausschließlich als Dingwelt, wobei die Dinge sowohl als reale als auch als Chiffren seelischen Lebens gedeutet werden können. Ein frei flutendes Bewusstsein fasst eine Bestandsaufnahme des Bestehenden (Inventur seiner selbst und der Umwelt) ins Auge. Dabei scheinen die verschiedenen Bewusstseinsschichten (Wachheit, Traum, Schlaf, Erinnern) ständig ineinander zu verfließen. Dem korrespondiert das Verfließen der 3 Hauptkategorien der Zeit: Vergangenheit, Gegenwart und Zukunft lassen sich kaum mehr voneinander abheben, sondern sind im Moment des subjektiven (träumerischen) Erlebens versammelt. Innerhalb von Begriffsgegensätzen wie Schlamm, Dreck und Dunkel einerseits und Licht, Himmel und bspw. Schmetterling andererseits entwirft Beckett eine schwebende Phantasmagorie der stillen, leisen und zarten Töne. Die Grundstimmung ist die der Erwartung: Warten auf Pim.
- Der zweite Teil schildert die Begegnung mit Pim: Ob es sich um reale oder imaginierte handelt, bleibt innerhalb des Kontextes eigentlich nebensächlich. Pim steht stellvertretend für jedes mögliche Du, also für die Möglichkeit von Sozialität, Begegnung, Austausch oder gar Liebe überhaupt. Die tatsächliche Begegnung mit dem Mitwesen wird verfehlt. Das Subjekt bleibt in seiner Monade eingeschlossen.
- Der dritte Teil ist eine Nachbetrachtung der Begegnung mit Pim. Den Ausgangspunkt bildet die Grundüberlegung, dass der Mensch dazu verurteilt sei, dasjenige, was ihm angetan wurde, wieder anderen anzutun. Diese fundamentale Fatalität einer Wiederkehr des immer Gleichen (etwas im Sinne der Erbsünde) wird mit dem Bild der religiösen Prozession veranschaulicht: In dieser gerinnt sinnbildhaft das Purgatorium ewiger Marter: „und diese selben Paare die sich ewiglich von einem Ende zum anderen dieser unermeßlichen Prozession von neuem bilden und daß es immer beim millionsten Mal das läßt sich denken wie beim undenkbaren ersten Mal zwei Fremde sind die sich zum Zwecke der Drangsal vereinen“. Demzufolge lassen sich 3 verschiedene Stadien des menschlichen Daseins kennzeichnen: als Schinder, als Opfer und dazwischen als Reisender. „… man kann jedenfalls nichts daran ändern man ist in der Gerechtigkeit ich habe nie das Gegenteil sagen hören“ („Wie es ist“ S. 171). Dieser Vorstellungsbereich ufert im Folgenden aus in eine grandiose Halluzination über Gerechtigkeit in Form eines quasi mathematisch-statistischen Exkurses. Das Bild subjektiver Identität wird hier zunächst auf das Vorstellungsbild der gesamten Menschheit projiziert, um dann in dieser Spiegelung fragwürdig zu werden und zu zerbrechen: „was klar ausgedrückt heißt ich zitiere entweder ich bin allein und kein Problem mehr oder aber wir sind zahllos und auch kein Problem mehr“ („Wie es ist“ S. 171). Doch in der Folge lässt Beckett auch den gesamten vorherigen Versuch, die Welt strukturierend zu begreifen, als Illusion zerstieben. Der Versuch des Denkens, in der Welt der Erscheinungen Ordnung zu schaffen und Sinn zu stiften, entpuppt sich als Becketts spitzfindige Karikatur einseitig engstirniger Rationalität:

„Alle diese Berechnungen ja Erklärungen ja die ganze Geschichte von einem Ende zum anderen ja vollständig falsch ja / das ist anders geschehen ja ganz anders ja, aber wie keine Antwort wie ist es geschehen keine Antwort was ist geschehen keine Antwort WAS IST GESCHEHEN Gebrüll gut / … / und diese Geschichte von einer Prozession keine Antwort diese Geschichte von einer Prozession ja nie eine Prozession gegeben nein auch keine Reise nein nie einen Pim gegeben nein auch kein Bom nein nie jemanden gegeben nein nur mich keine Antwort ja das also war wahr ja ich war wahr ja und wie ich heiße ich keine Antwort WIE HEISSE ICH Gebrüll gut.“ („Wie es ist“ S. 199ff.)
Insgesamt schließt sich am Schluss des Werks formal, aber auch inhaltlich der Kreis zurück in den Anfang: die Zeit nach Pim ist auch wieder die Zeit vor Pim. Es ist nichts Wesentliches passiert und eigentlich könnte alles wieder von vorne losgehen: Rückkehr in die monadologische Ausgangssituation:
„Aber diese Geschichten von Stimmen ja quaqua ja von anderen Welten ja von jemandem in einer anderen Welt ja dessen Traum ich sein würde ja den er alle Zeit träumen würde ja alle Zeit erzählen würde ja sein einziger Traum ja seine einzige Geschichte ja.“ („Wie es ist“ S. 200)
Die Grenzen zum Metaphysischen bleiben offen, nur können sie nicht anders als als Traum bestimmt werden. Es bleibt nur das Erzählen von Fetzen einer Geschichte und ihrer unvermeidlichen Rekursivität.
„gut gut Ende des dritten Teils so ist es wie es war Ende des Zitats nach Pim wie es ist“ („Wie es ist“ S. 203)

## Rezeption
„Und weil sich der Autor den Ratespielen entzog und darauf hinwies, er habe alles aufgeschrieben, was er wisse, entwickelte sich um sein Werk eine interpretatorische Eigendynamik.“ (Hartel / Veit 2006, S. 118)
Es wurde oft versucht, Becketts Werke unter Schlagworten, etwa dem des „Nihilismus“, etikettierend zu subsumieren. Darin drückt sich neben der Hilflosigkeit der Rezeption wohl auch der Versuch aus, das Verstörende an diesen Werken dadurch zu ignorieren, dass man sie einem möglichst bequemen Vergessen überantwortet. Demgegenüber steht Becketts konsequent gehandhabte und prinzipielle Absage an jeden Versuch zur Reduktion auf ästhetische Eindeutigkeit. Gleichzeitig gibt es die Versuchung, der Beschäftigung unter dem Vorwand einer prinzipiellen Hermetik seiner Werke aus dem Wege zu gehen.
Ein Fluchtpunkt der Rezeption liegt in der Möglichkeit, das Werk zunächst in seiner Fremdartigkeit hinzunehmen. Aufgrund der großen Bedeutung von Querverweisen in Becketts Werk stellt sich die Frage, wieweit einem einzelnen scheinbar abgeschlossenen Werk eine abgesonderte Aussage oder Bedeutung zukommen kann. Wichtiger erscheint vielleicht auch hier die in den einzelnen Werken sich vollziehende Bewegung einer literarischen Intention als eines work in progress. Dann bietet sich die Möglichkeit, den Wirklichkeitsbezug immer erneut ästhetisch auszuweisen. Dies meint der Titel: „Wie es ist“.
„Dann nämlich erschließt es sich ohne weiteres – als einer von vielen denkbaren Versuchen, sich aus Worten eine eigene Welt zu schaffen, um darin dem Durcheinander der Dinge in der ‚wirklichen’ Welt zu entkommen und ihm etwas entgegenzustellen, das geordnet ist.“ (Birkenhauer S. 148f.)